# Lakeview North
Lakeview North è un census-designated place degli Stati Uniti d'America, situato nella Contea di Platte nello stato del Wyoming. Nel censimento del 2000 la popolazione era di 77 abitanti.

## Geografia fisica
Secondo i rilevamenti dell'United States Census Bureau, la località di Lakeview North si estende su una superficie di 0,7 km², tutti occupati da terre.

## Popolazione
Secondo il censimento del 2000, a Lakeview North vivevano 77 persone, ed erano presenti 23 gruppi familiari. La densità di popolazione era di 34,5 ab./km². Nel territorio comunale si trovavano 34 unità edificate. Per quanto riguarda la composizione etnica degli abitanti, il 97,40% era bianco e il 2,60% apparteneva a due o più razze.
Per quanto riguarda la suddivisione della popolazione in fasce d'età, il 26,0% era al di sotto dei 18, il 2,6% fra i 18 e i 24, il 31,2% fra i 25 e i 44, il 35,1% fra i 45 e i 64, mentre infine il 5,2% era al di sopra dei 65 anni di età. L'età media della popolazione era di 43 anni. Per ogni 100 donne residenti vivevano 92,5 uomini.